# Пам'ятник Залізняку і Гонті (Умань)
Пам'ятник Максиму Залізняку і Івану Ґонті — пам'ятник на честь очільників Коліївщини Залізняка та Ґонти в Умані. Встановлений до дня Архистратига Михаїла 21 листопада 2015-го року на території ГК «Уманська фортеця» біля «Мегомметру».

## Опис
Будівництво пам'ятника було заплановане міською владою ще 1968-го року. Відтоді в Умані на місці майбутнього будівництва постав камінь-обітниця. Перший проектний макет пам'ятника розробив Іван Гончар проте його втілення у життя було значно затримано,. Зрештою 47-м років потому пам'ятник було офіційно відкрито хоч й в більш економному варіанті аніж початково планувалося.
Висота пам'ятника 8 м, вага 5 т. На вершині замонументована зустріч Залізняка та Ґонти верхи на конях, котрі відповідно тримають витягнуте догори руків'я шаблі та піднятого списа. На вінці, котрий завершує верхню частину композиції, великими літерами цитата Павла Тичини: «Я єсть народ, якого Правди сила ніким звойована ще не була!». Нижня частина являє собою сферичний купол по різні боки котрого навхрест у нішах встановлено чотири стели з написами:
I) на титлі :
II) з боку Звенигородського передмістя :
III) з боку передмістя Турок на стелі текст гімна-молитви «Боже Великий, Єдиний»
IV) з боку Лисої Гори фрагмент «До Основ'яненка» Шевченка:
5 грудня того ж року пам'ятник було освячено митрополитом Черкаським і Чигиринським Іоаном разом із єпископом Кіровоградським і Голованівським Марком (УПЦ КП).